# Период вращения
Период вращения астрономического объекта — время, которое требуется объекту для совершения полного оборота вокруг своей оси относительно звёзд.
Период вращения (физический термин) — промежуток времени, в течение которого точка совершает полный оборот, двигаясь по окружности.
Период вращения Земли относительно точки весеннего равноденствия называется звёздными сутками.
Периоды вращения некоторых объектов:
| Объект   | Период                      | Период     |
| -------- | --------------------------- | ---------- |
| Солнце   | 25,379995 дня               | 25.379995  |
| Меркурий | 58,6462 дня                 | 58.6462    |
| Венера   | 243,0187 дня (ретроградное) | 243.0187   |
| Земля    | 0,99726968 дня              | 0.99726968 |
| Луна     | 27,321661 дня               | 27.321661  |
| Марс     | 1,02595675 дня              | 1.02595675 |
| Юпитер   | 0,41354 дня                 | 0.41354    |
| Сатурн   | 0,44401 дня                 | 0.44401    |
| Уран     | 0,71833 дня (ретроградное)  | 0.71833    |
| Нептун   | 0,67125 дня                 | 0.67125    |
| Плутон   | 6,38718 дня (ретроградное)  | 6.38718    |